# Dehnungs-h
Das Dehnungs-h ist ein Dehnungszeichen der deutschen Rechtschreibung. Es stellt eine Kennzeichnung der Vokallänge dar. Die Vokallänge als solche wird durch das Dehnungs-h jedoch nicht erzeugt, sondern lediglich hervorgehoben. Es zeigt dem Leser zusätzlich zur bestehenden Vokallänge an, dass ein Vokal lang zu lesen ist (vgl. ‹Na-men – Rah-men›). Im geschriebenen Wort steht es unmittelbar nach dem Vokal der Stammsilbe und direkt vor einem der vier stimmhaften Konsonanten ‹l, m, n, r› am Anfang der folgenden Silbe (vgl. Müh-le, zäh-men, deh-nen, Oh-ren›). Es steht in etwa der Hälfte der Fälle, in denen es auf den ersten Blick stehen könnte. Bei strukturiertem Wortmaterial steht es in etwa zwei Dritteln der möglichen Fälle.

## Allgemein
Das Dehnungs-h (auch stummes h, silbenfinales h, silbenschließendes h, postvokalisches h) ist ein orthographischer Typus innerhalb der Klasse deutscher Kernwörter. Das deutsche Kernwort (Erbwörter plus strukturgleiche, assimilierte Lehnwörter) hat einen trochäischen (zweisilbigen, auf der ersten Silbe betonten) Versfuß, bestehend aus der betonten Hauptsilbe (erste Silbe) mit einem Vollvokal im Silbenkern (Nukleus, Silbengipfel) und aus der unbetonten Reduktionssilbe (zweiten Silbe) mit dem Schwa als Silbenkern. Der Schwa-Laut (reduzierter Vokal) wird im Deutschen mit dem Buchstaben ‹e› verschriftet. Das heißt, dass in einem verschrifteten deutschen Kernwort immer der Buchstabe ‹e› im Silbenkern der zweiten Schriftsilbe steht. Eine Ausnahme davon ist bei Normalsilben gegeben, die auch andere Vokalbuchstaben als ‹e› haben können. Einsilbige deutsche Wörter nehmen grundsätzlich diese Struktur an, wenn sie durch Flexion in die zweisilbige Form gebracht werden: ‹Hund/Hun-de, Wort/Wör-ter, blau/blau-es, schwer/schwe-rer›.
Das Dehnungs-h steht am Ende der Hauptsilbe. Ihm folgt am Beginn der Reduktionssilbe immer einer der vier stimmhaften Konsonanten ‹l,m,n,r›: ‹feh-len› ‹lah-men› ‹leh-nen› ‹boh-ren›. Erste Silbe plus Anfangsrand der Reduktionssilbe bilden den Wortstamm: ‹fehl-› ‹lahm-› ‹lehn-› ‹bohr-›
Das Dehnungs-h ist ein Element der Dehnungsgraphie der Orthographie deutscher Kernwörter; es kommt im Fremdwortbereich nicht vor. Dehnung wird in diesem Zusammenhang synonym zu „langer Vokal“ gebraucht. Die Länge oder Kürze eines Vokals, die Vokalquantität, wird im Deutschen regelhaft durch den Endrand (Koda/Coda, Silbenende, Silbenauslaut, Silbenschwanz) der Hauptsilbe bestimmt. Ist der Endrand der Silbe unbesetzt wie in ‹Na-se›, wird der Vokal lang gelesen, ist er konsonantisch besetzt wie in ‹Fal-te›, wird er kurz gelesen. Die Länge und Kürze eines Vokals der Hauptsilbe wird also allein durch seine Umgebung bestimmt. Die Sprachwissenschaft spricht hier von Markierung: Der Endrand der Hauptsilbe markiert die Vokalquantität.
Das Dehnungs-h bildet die einzige Ausnahme von dieser Regularität: Obwohl es in der Schreibsilbe den Endrand der Hauptsilbe besetzt, wird der Vokal lang gelesen. Es wird in der gesprochenen Sprache nicht verlautet, daher auch die Bezeichnung „stummes ‹h›“. Es ist somit ausschließlich ein Element der Schreib- und nicht der Sprechsilbe. (Dementsprechend wird es auch nicht in der Lautschrift notiert.) Das Dehnungs-h muss unterschieden werden vom Silbeninitialen ‹h› (auch Silbenfugen-h, Silbengrenzen-h, Verbindungs-h, Hiattilger, Hiattrenner, Hiat-Vermeider, silbenöffnendes oder silbentrennendes ‹h›). Das Silbeninitiale ‹h› steht am Anfangsrand (Onset, Silbenansatz, Silbenanfang, Silbenanlaut, Silbenkopf) der Reduktionssilbe und nimmt somit keinen Einfluss auf die Vokalquantität (Gleichwohl sind die Vokale der Hauptsilbe der Wörter mit Silbeninitialen ‹h› immer lang zu lesen, da der Endrand der Hauptsilbe dieser Wörter grundsätzlich unbesetzt ist.). Es wird in der Standardaussprache ebenfalls nicht verlautet. In einer am Schriftbild orientierten Überlautung (Schreibleselautung; im Gegensatz zu Standard-, Umgangs- und Explizitlautung) und in einigen Gesangsformen wird es gezielt verlautet.
Zum Vergleich: ‹leh-nen› und ‹ge-hen›.
Die Bezeichnung Dehnungs-h ist insofern irreführend, als es für die Markierung der Länge eines Vokals redundant ist. Das Dehnungs-h ist eine orthographische Übermarkierung der Vokallänge: Würde man statt ‹Foh-len› *‹Fo-len› oder statt ‹loh-nen› *‹lo-nen› schreiben, wäre der Vokal aufgrund der Silbenregularitäten (hier der unbesetzte Endrand) auch ohne das Dehnungs-h lang zu lesen.

## Regularitäten
Die Orthographie der deutschen Kernwörter ist hochgradig strukturiert. Das Dehnungs-h stellt innerhalb dieser die größte Irregularität dar. Es verhält sich auf zwei Ebenen irregulär: Einmal besetzt es den Endrand der ersten Silbe und dennoch wird der Vokal der Hauptsilbe lang ausgesprochen. Zweitens ist sein Auftreten in den Wörtern, in denen es stehen könnte, unregelmäßig. Es sind keine verlässlichen Kriterien bekannt, wann ein Dehnungs-h geschrieben werden muss. Innerhalb der Bedingungen, in denen ein Dehnungs-h möglich ist, wird es in zwei Drittel der möglichen Fälle realisiert. Es gibt aber Regularitäten, die anzeigen, wann es nicht oder kaum gesetzt wird, und Tendenzen, die signalisieren, wann es gesetzt wird:
Das Dehnungs-h steht:
1. Nur vor den Sonorantenbuchstaben ‹-l-› ‹-m-› ‹-n-› ‹-r-›.
2. Nur in flektierbaren Wörtern (Ausnahmen siehe Punkt 4)
3. Nur in Wörtern mit einfachen Anfangsrändern (ein oder kein Konsonant im Anfangsrand der Schreibsilbe – bis auf die 17 genannten Ausnahmen).
4. Bei den nicht deklinablen Wörtern: ‹ohne›, ‹mehr› und ‹sehr›.

Das Dehnungs-h steht nicht:
1. Bei mehr als einem Konsonanten (auch: Konsonantenhäufung, komplexer Anfangsrand) im Anfangsrand der Schreibsilbe bis auf folgende 17 Ausnahmen (plus ihren Ableitungen): ‹Drohne, dröhnen, Krähl, Pfahl, Pfuhl, Pfühl, prahlen, Prahm, Stahl, stehlen, stöhnen, Strähl, Strahl, Strähne, Strehler, Stuhl, Zwehle›
2. Wenn ein Wort mit ‹t› beginnt (vgl. Tür, tönen)
3. Nach Diphthongen
4. Nach ‹-ie-›. Es sei denn, das ‹h› ist morphologisch determiniert: ‹stehlen/stiehlt›
5. Nach ‹"-i-"› – außer in den folgenden Formen des Personalpronomens: ‹ihm, ihr, ihn, ihnen, ihres, ihrer›.[5] (Die Schreibung der Personalpronomen ist ein eigenständiges orthographisches Thema, daher wird diese Schreibung nicht unter dem Thema Dehnungs-h verrechnet.) Die einzige Ausnahme bildet das extrem ungebräuchliche Fachwort ‹Ihle› (Hering, der bereits gelaicht hat.).
6. Präsensparadigma: Wenn im Präsens eines Verbes kein Dehnungs-h steht, steht es auch nicht in anderen Formen: [ˈnɑːm] ‹nahm› wegen ‹nehme(n)›, aber [ˈkɑːm] ‹kam› wegen ‹komme(n)›.

Das Dehnungs-h steht also nur vor Sonoranten und in flektierbaren Wörtern mit einfachem Anfangsrand. Hier wiederum steht es in ca. zwei Drittel der Wörter, in denen es stehen könnte.

## Besonderheiten
Folgende Wörter werden fälschlich immer wieder als Ausnahmen zur ‹lmnr›-Regel genannt:
‹Naht, Draht und Fehde›. In einigen Publikationen werden auch die ungebräuchlichen Wörter ‹drahten, Mahden, Mähder, Föhrde (Fjord/Förde), Fährde, Zährte und Lehde› angeführt. Das geläufige Wort ‹Fährte› gehört ebenfalls in diese Aufzählung.
Peter Eisenberg verortet folgende Wörter etymologisch und morphologisch beim silbeninitialen ‹h›.
1. Naht/Nähte von ‹nä-hen›
2. Draht/Drähte/drahten von ‹dre-hen›
3. Mahd/Mahden/Mähder von ‹mä-hen›

Fehde stammt vom mittelhochdeutschen ‹vehede› beziehungsweise althochdeutschen ‹fehida› „Feindschaft, Streit“ ab. Das Wort wurde im 19. Jahrhundert wieder eingeführt.
Augenscheinlich irregulär verhalten sich die beiden Verben ‹ahn-den› und ‹fahn-den›. Ohne das ‹-h-› müsste der Vokal entsprechend der Silbenregularitäten kurz ausgesprochen werden. Hier übernimmt das ‹h› eine notwendige Dehnungsanzeige in der zweisilbigen Form. (In ihrer "Irregularität" korrespondieren sie mit ‹Mon-de›, wo der Vokal kurz ausgesprochen werden müsste. Mond leitet sich ab von Monat, die Vokallänge wurde tradiert.) Bei diesen beiden Verben übernimmt das ‹h› tatsächlich eine Dehnungsfunktion. Laut Eisenberg stammt ‹ahnden› von althochdeutschen Wort ‹anado› mit langem ‹a› ab, die Vokallänge wurde tradiert. ‹fahnden› bezeichnet Eisenberg als eine Intensivform zu ‹finden/fand›.
Das Substantiv ‹Öhmd› respektive das Verb ‹öhmden› – es bezeichnet im Südwestdeutschen den Grasschnitt nach der Heuernte und leitet sich etymologisch von ‹Mahd› ab – wäre ohne ‹h› ebenfalls mit kurzem Vokal zu lesen.
Das Wort ‹Lehn›, das meistens in Wortverbindungen auftritt wie ‹Lehnsherr›, stammt von ‹Le-hen› mit silbeninitialem ‹h› ab.
Unterscheidungsschreibung: Das Dehnungs-h kann in der Schriftsprache die Funktion ausüben, gleichlautende Worte (Homophone) optisch unterscheidbar zu gestalten und somit den Leseprozess stützen: ‹Wahl – Wal›.

## Sprachwissenschaftliche Erklärungen
Eine Regel, die angibt, wann das Dehnungs-h definitiv zu stehen hat und wann nicht, ist trotz zahlreicher Forschungsbemühungen bisher nicht gefunden worden und scheint nicht zu existieren. Statistische Auswertungen belegen aber, in welchen Konstellationen das Dehnungs-h mit welcher Häufigkeit auftritt oder überhaupt nicht gesetzt wird. Daher gibt es Aussagen dazu, wann es nicht auftritt, und man kann Tendenzen angeben, in welchen Konstellationen es mit welcher Wahrscheinlichkeit auftritt.
Die Vokallänge wird im Deutschen systematisch durch die Silbenstruktur geregelt: offene Silbe = langer Vokal, geschlossene Silbe = kurzer Vokal. Im Rahmen dieser Systematik ist das Dehnungs-h redundant, stellt eine Übermarkierung, eine zusätzliche Markierung der Vokallänge dar. Da es bei der Silbentrennung am Ende der ersten Schreibsilbe steht, findet Eisenberg es schlüssiger, es silbenschließendes ‹h› zu nennen. (Das Wort Dehnungs-h bietet den charmanten Aspekt, dass ‹deh-nen› selbst ein Dehnungs-h enthält.)
In welchen Konstellationen das Dehnungs-h auftreten kann, ist im vorherigen Kapitel dargestellt worden.
Antworten auf die Frage, warum das Dehnungs-h in einem Wort auftritt oder nicht auftritt, sind entweder im Forschungsfeld der Etymologie oder in Eingriffen von außen in Form von Rechtschreibreformen oder in einer etwaig stützenden Funktion für den Leseprozess zu suchen. Eine weitere Möglichkeit, die zur Etablierung von Schreibungen mit oder ohne Dehnungs-h beigetragen haben kann, sind in einer Phase, in der die deutsche Orthographie labil und nicht einheitlich war, die präferierten Schreibweisen prominenter Schreiber wie z. B. Goethe oder Schiller.
Hier wurden von der Sprachwissenschaft bisher folgende Antworten entwickelt:
Unterstützung im Leseprozess: Die sprachwissenschaftlich populärste Erklärungsvariante versteht das Dehnungs-h als ‚Lesehilfezeichen’, das zusätzlich die Länge des voranstehenden Vokals hervorhebt. Diese Annahme beruht auf folgender Leseerfahrung: Ein Sonorant (‹l,m,n,r›) erzeugt im Einsilber nach dem Vokal oft komplexe Endränder (mehr als ein Konsonant), die Vokale sind dementsprechend kurz zu lesen, vgl. ‹Markt, Sand, ernst, stumpf›. Die Funktion des ‹h› bestünde demzufolge in dem Hinweis, dass der vorausgehende Vokal trotz eines Sonoranten lang zu lesen ist. Es würde somit der raschen Informationsentnahme beim Lesen dienen.
Diese These korrespondiert mit folgender grundlegender Leseerfahrung:
Deutsche Kernwörter mit kurzem Vokal folgen einem typischen, bevorzugten Aufbau gemäß dem Silbenkontaktgesetz.
Diese sprachübergreifende Gesetzmäßigkeit des Aufbaus von Wörtern besagt, dass die Silbengrenze zwischen zwei Silben bevorzugt zwischen dem größten Sonoritätsabstand (Schallfülle/Stimmhaftigkeit) erfolgt. Daher steht im Endrand der ersten Silbe bevorzugt ein Sonorant (‹l,m,n,r›) und im Anfangsrand der zweiten Silbe ein Obstruent. Das Wort ‹albern› [al.bɐn] ist hierfür ein Paradebeispiel, weil der Sonoritätsabstand zwischen dem stimmhaften Sonoranten [l] und dem stimmhaften Obstruenten [b] maximal groß ist. Innerhalb dieser grundlegenden Struktur signalisieren die Sonorantenbuchstaben ‹l,m,n,r› nach Vokal dem Leser, dass der vorausgehende Vokal kurz zu lesen ist. Das Dehnungs-h unterbindet an dieser Stelle etwaige Interpretationen im Leseprozess und stellt klar, dass der Vokal lang zu lesen ist.
Funktion in flektierten Verbformen: Bei Verben erfüllt das Dehnungs-h eine zusätzliche Funktion, wenn das Verb flektiert ist. Die Schreibweisen ‹fehlte, lahmte, gähnte, bohrte› sind konjugierte Formen der Verben ‹fehlen, lahmen, gähnen, bohren›. Schriebe man diese nun ohne Dehnungs-h, sähen diese Worte wie folgt aus: *‹felte, lamte, gänte, borte›. Der Leser würde im Leseprozess den Sonoranten auf den ersten Blick mit dem Endrand der ersten Silbe verrechnen und die Vokale demnach fälschlich als kurze Vokale interpretieren. Das Dehnungs-h schützt in diesen Schreibungen vor solchen Fehlinterpretationen oder langwierigen (langwierig im Rahmen eines zügigen Leseprozesses) Wortanalysen (notwendige Rückführung auf die Stammform) und unterstützt so nachhaltig einen zügigen Leseprozess. Es gibt nur sieben Verben im Deutschen mit einfachem Anfangsrand (also mit nur einem Konsonanten vor dem Vokal) und Sonorant im Anfangsrand der zweiten Silbe, die kein Dehnungs-h aufweisen. Die konjugierten Formen von ‹holen und hören› – ‹holte, hörte› – weisen daher eine Störanfälligkeit im Leseprozess auf und sind prinzipiell schlechter lesbar als ein theoretisches *‹hohlte, höhrte›.
Die Bedeutung des Anfangsrandes: Das Dehnungs-h steht nicht (bis auf die 17 genannten Ausnahmen) in Wörtern mit komplexem Anfangsrand (2–4 Buchstaben).
Wörter wie beispielsweise ‹Schere, schmale› werden als orthographisch schwer empfunden; man spricht vom Silbengewicht. Die Einheit, in der die Schwere einer Silbe gemessen wird, heißt Mora. Aus ästhetischen Gründen, die vor allem Ende des 18. Jh. geltend gemacht wurden, wird davon abgesehen, die orthographische Komplexität eines Wortes durch das Dehnungs-h (*‹Schehre, schmahle›) zu erhöhen. Dies hat dazu geführt, dass Wörtern das Dehnungs-h wieder genommen worden ist.
Diese ästhetischen Kriterien der Wortoptik, die ein wohlgeformtes Wort präferieren, wurden auch auf orthographisch leichte Wörter angewendet: Ein Wort wie beispielsweise ‹Ehre› im Vergleich zu *‹Ere› wird durch das Dehnungs-h gleichsam optisch angehoben. Adelung (1782) spricht hier von einer harmonischen „Schwererelation“ bzw. der „Würde“ der Wörter „fürs Auge“.
Die T-Regularität besagt, dass das Dehnungs-h nicht in einem Wort steht, das mit ‹t› beginnt.
‹th› ist ein Graphie aus dem Griechischen, die sich im Mittelalter im Lateinischen über die Verwendung von Fachwörtern etablieren konnte und darüber die Akzeptanz deutscher Schreibmeister fand, die diese dann als Dehnungsgraphie nutzten.
Bis 1901 war in Deutschland die th-Schreibung gängig. Es wurde damals ‹Thore› statt heute ‹Tore› geschrieben. Am Wortanfang deutscher Wörter zeigte das ‹th› an, dass der nachfolgende Vokal, und am Wortende, dass der vorherige Vokal lang zu lesen ist. Daher wurden bspw. ‹Tiefe› oder ‹Tinte› ohne ‹th› geschrieben. (Ausnahmen gibt es aber fast immer: ‹Tee› wurde ‹Thee› geschrieben; möglicherweise um dem Wort die damals als erforderlich geltende Mindestlänge von vier Buchstaben zu verleihen.) Als Gräzismus zeichnete die th-Graphie im Deutschen zudem oft "Hochwertwörter" wie ‹Thron› oder ‹rath› als Amtsbezeichnung in ‹Geheimrath› aus.
Die Orthographische Konferenz von 1901 schaffte die th-Schreibung im Bereich der deutschen Kernwörter kategorisch ab. "Überlebt" hat es einzig in ‹Thron/thronen›. Die bis dahin vorhandene Unterscheidungsschreibung zwischen ‹Thon› (Lehm) und ‹Ton› (von lat. tonus) entfiel somit. Die th-Schreibung in Fremdwörtern wie ‹Theater› wurde beibehalten, daher ist ‹th› seitdem eine eindeutige Fremdwortmarkierung. 1901 wurde aber lediglich das ‹h› nach dem ‹t› getilgt, es wurde in dem Zuge nicht das dann gut mögliche Dehnungs-h zwischen Vokal und Sonorant eingefügt. Daher wird heute ‹Tore› und nicht *‹Tohre› geschrieben. Dass heutzutage nach ‹t› bei den fünf betroffenen Wörtern ‹Tal, Taler, Tor, Tür und Ton(-erde)› ein mögliches Dehnungs-h nicht steht, ist insofern Folge einer politischen Entscheidung.
 Das Dehnungs-h als Silbenmarker: Die Formen der Buchstaben unterscheiden sich in ihrer Länge und im Grad ihrer Gebogenheit. Im Vierlinienschema, bei dem die Zeile in drei Schriftzonen (Unter-, Mittel- und Oberlängenbereich) eingeteilt ist, stehen die Vokale und die drei Sonoranten (m n r) gerade in der mittleren Zone. Die Konsonantenbuchstaben (s v w x z) stehen schräg in der mittleren Zone. Die Konsonantenbuchstaben (b d f h k t) beanspruchen den Mittel und Oberlängenbereich, die Konsonantenbuchstaben (g p q) den Mittel und Unterlängenbereich. Wenn man den Aufbau der Silben der deutschen Kernwörter anhand der Buchstabenformen untersucht, lassen sich die Ergebnisse wie folgt im Silbenbaugesetz zusammenfassen: Je länger ein Buchstabe, desto weiter außen steht er in der Silbe. Es gilt zum Silbenkern hin: gerade lang (b d f g h k l p q t) › schräg (z s w v x) › gerade kurz (m n r i u) › gebogen (o a e). Die Länge nimmt zum Silbenkern kontinuierlich ab, erreicht im Kern ihr Minimum und steigt dann wieder. Der Konsonantenbuchstabe ‹l› bildet hierbei die einzige Ausnahme.
Für den trochäischen Zweisilber, den Versfuß der deutschen Kernwörter, gilt hierbei: Im Endrand der ersten Silbe und/oder im Anfangsrand der zweiten Silbe steht ein Buchstabe, der den Mittelbereich in seiner Länge überragt. Silbengrenzen werden so durch Längenkontrast sichtbar gemacht. Hiate wie (sä-en) bilden hier die Ausnahme.
Der Buchstabe ‹h› wird wesentlich öfter schriftlich als lautlich realisiert. Zwei Varianten des ‹h›, die nicht verlautet werden, sind das Dehnungs-h (auch silbenschließendes h) und das silbeninitiale ‹h› (auch silbenöffnendes oder silbentrennendes h). Das Dehnungs-h steht am Ende der ersten Silbe, das silbeninitiale ‹h› am Anfang der zweiten Silbe, beide stehen aber am Silbenrand und sind somit zugleich optische Marker der Silbengrenze.

## Didaktik
Erfolgreiche didaktische Entscheidungen erfolgen auf Grundlage sprachwissenschaftlicher Kenntnisse. Die konkreten didaktischen Modellierungen wiederum müssen kein genaues Abbild sprachwissenschaftlicher Modelle sein.
Unabhängig davon welche didaktische Entscheidung getroffen wird, lässt es sich nicht vermeiden, dass der Lernende letztlich Schreibweisen von Wörtern auswendig lernen muss. Die Didaktiken unterscheiden sich vor allem darin, auf welcher Wissensbasis auswendig gelernt wird und wie groß das Volumen der Lernwörter ist.
Das Auswendiglernen der Wörter mit Dehnungs-h unterscheidet sich im Erwerbskontext.
In jedem Erwerbskontext ist vorher geklärt, dass der Vokal der Hauptsilbe der betreffenden Wörter auch ohne das Dehnungs-h lang gelesen wird.
Die ‹lmnr›-Regularität ist dabei Bestandteil jeder Didaktik.
Verschiedene Erwerbskontexte für das Auswendiglernen der Wörter:
- Es erfolgt relativ unabhängig von anderen orthographischen Themen.
- Es erfolgt im Kontext des Themas Dehnungsgraphie (Doppelvokalbuchstaben, ‹-ie-›).
- Es erfolgt in der Abfolge der fünf orthographischen Typen (1. offene Silbe, 2. geschlossene Silbe, 3. Silbengelenkschreibung, 4. silbeninitiales ‹h› 5. Dehnungs-h und Doppelvokalbuchstaben) der Rechtschreibung deutscher Kernwörter.

Wenn die didaktische Entscheidung lautet, ausschließlich auf Basis verlässlicher Regeln (Regeln, die ohne Ausnahmen gelten) zu arbeiten, dann ist das Dehnungs-h von Anfang an ein Fall für die Lernkartei. Alle Wörter mit Dehnungs-h werden auswendig gelernt, die Regularitäten der Nichtschreibung des Dehnungs-h werden nicht behandelt.
Wenn das Strukturwissen vermittelt werden soll, in welchen Konstellationen kein Dehnungs-h steht und in welchen es mit hoher Wahrscheinlichkeit stehen könnte, dann werden die Regularitäten bekannt gemacht und angemessen begründet. In einem letzten Schritt werden die reinen Lernwörter auswendig gelernt.
Das geringste Lernvolumen (34 Lernwörter im Grundschulbereich) ergibt sich aus folgender didaktischer Konzeption:
1. Vermittlung der orthographischen Typen 1 bis 4 (offene/geschlossene Silbe, Silbengelenkschreibung und Silbeninitiales ‹h›).
2. Vermittlung der Stammwortschreibung des Deutschen (Bestandteil der Didaktik der orthographischen Typen).
3. Vermittlung der i-Schreibung (in dieser wird u. a. die i-Schreibung der Pronomen geklärt, also auch die von: ‹ihm, ihn, ihnen, ihr, ihrer, ihres›).
4. Didaktische Reduktion des Wortmaterials auf die für den Schulunterricht relevanten Wörter (34 der 127 Dehnungs-h-Wörter sind nicht unterrichtsrelevant).
5. Unterscheidungsschreibung: Mahl/Mal, mahlen/malen, Wahl/Wal, Sohle/Sole, Uhr/Ur, hohl/hol, Wahre/Ware, lehren/leeren, Mohr/Moor, Bahre/Bare, Dohle/Dole, dehnen/denen, wahr/war, währen/wären, hehr/her. In dem Zuge werden u. a. auch Stil/Stiel und Mine/Miene behandelt.
6. Dehnungs-h nur vor ‹l,m,n,r›.
7. Wörter mit komplexem Anfangsrand werden ohne Dehnungs-h geschrieben. Ausnahmen die zehn unterrichtsrelevanten Lernwörter ‹Drohne, dröhnen, Pfahl, prahlen, Stahl, stehlen, stöhnen, Strahl, Strähne, Stuhl›
8. Wörter, die mit ‹t› beginnen, werden ohne Dehnungs-h geschrieben (T-Regularität).
9. Wörter, die nicht flektiert werden können, werden ohne Dehnungs-h geschrieben. Ausnahmen die drei Lernwörter ‹ohne, sehr, mehr›.
10. Auswendiglernen der 21 Wörter (Kern- und Fremdwörter) der Lernkartei: bar, Bär, Dame, Dom, Düne, gar, gären, Göre, holen, hören, Hüne, Kur, Name, Öl, Pol, Pore, pulen, pur, rar, Samen, Zone

## Listen der Wörter mit Dehnungs-h
Im Deutschen gibt es im Bereich der Kernwortschreibung 128 Wortstämme, die ein Dehnungs-h aufweisen. Alle 128 Wörter sind Bestandteil des Korpus der 25. Auflage des Rechtschreibdudens. Die Wörter Brühl, dahlen, Göhl, Hahl, Quehle und Uhle, die nicht Bestandteil des Dudenkorpus sind, wurden hierbei nicht mitgezählt. Die Wörter Gefahr (ungefähr) und Gemahl (vermählen), die keinen trochäischen Versfuß haben und somit nicht zum Kernwortbereich gehören, wurden ebenso wie die unten gelisteten Dreisilber nicht mitgezählt.
Folgende Wörter wurden in sprachwissenschaftlichen Abhandlungen unter dem Dehnungs-h verrechnet. Ob man sie als abgeleitet von einer anderen Wortform bewertet oder einzeln zählt, ist in einigen Fällen umstritten. Hier werden sie nicht mitgezählt. Der etymologische Bezug stammt aus Kluge 2011 und steht stichwortartig in Klammern hinter dem jeweiligen Wort:
angenehm/annehmbar (nehmen), Argwohn (Wahn), benehmen (wegnehmen, nehmen), bewahren (wahren), bewähren (wahr, als wahr erweisen), erzählen (aufzählen, zählen, Zahl), fehl (fehlen, Fehler), genehm (genehmigen, nehmen, was genommen, werden kann), gewahr (wahren), Gewähr (gewahr, wahren), gewöhnen (wohnen), obwohl/sowohl (wohl), Ohnmacht (ohne Macht), Nehrung (Narbe), sehnen (Sehne), Verkehr (kehren), versehren (sehr), versöhnen (Sühne), vornehm (nehmen), wahrnehmen (wahren), Währung (Gewährleistung, wahren).
Qualitativ – auf die Wortstämme bezogen – beträgt die Zahl der Kernwörter 128.
Somit tragen 3,8 % aller 3343 Stämme von Kernwörtern ein Dehnungs-h.
Quantitativ ist Zahl der Dehnungs-h-Wörter aufgrund der Wortbildungen, die sich aus den Stämmen ergeben, größer: Das Substantiv ‹Höhle› leitet sich z. B. vom Adjektiv ‹hohl› ab, das Substantiv ‹Wohl› vom Adjektiv ‹wohl›, das Verb ‹rühmen› von Substantiv ‹Ruhm›, das Verb ‹zahlen› vom Substantiv ‹Zahl›, das Substantiv ‹Fühler› vom Verb ‹fühlen›, das Substantiv ‹Fehler› vom Verb ‹fehlen› usw.
81 (63 %) der Dehnungs-h-Wörter sind Substantive, 29 (23 %) Verben, 12 (9 %) Adjektive, die restlichen 6 (5 %) verteilen sich auf die anderen Wortarten.
69 (54 %) Stämme sind verbfähig, können also Verben bilden. 101 (79 %) Stämme sind substantivfähig. 54 (42 %) Stämme sind sowohl verb- als auch substantivfähig.
39 der 81 Substantivstämme sind Zweisilber, davon sind 14 verbfähig. 42 der Stämme sind Einsilber, davon sind 20 verbfähig.
Unter den 50 Wörtern mit der höchsten Frequenz in deutschsprachigen Texten haben folgende drei ein Dehnungs-h: ‹Jahr, Uhr, nehmen›.
Unterscheidungsschreibung: ‹Mahl/Mal, mahlen/malen, Wahl/Wal, Sohle/Sole, Uhr/Ur, hohl/hol, Wahre/Ware, Mohr/Moor, Bahre/Bare, Dohle/Dole, dehnen/denen, wahr/war, währen/wären, hehr/her, lehren/leeren›
Die amtliche Regelung der deutschen Rechtschreibung führt in § 8 zur Unterscheidungsschreibung ‹mehr/Meer› und ‹lehren/leeren› an. Die Unterscheidungsschreibung ist bei ‹mehr/Meer› aber nur sehr schwach motiviert und zwar allein durch das wenig frequente Wort "ein Mehr", ansonsten stellt hier die Groß- und Kleinschreibung die Eindeutigkeit im Leseprozess her. Bei ‹lehren/leeren› wiederum ist die Unterscheidungsschreibung motiviert durch die Formen ‹lehrte/leerte›, die beide im Leseprozess von einer Dehnungsmarkierung profitieren, was bei ‹Lehre/Leere› (Lehre bezeichnet ein Messwerkzeug) nicht der Fall ist.
alle Wortstämme mit Dehnungs-h:
Ob Wortformen unter einem Stamm verrechnet werden oder nicht, ist in einigen Fällen strittig.
‹Hahn› (Wasserhahn) und ‹Hahn›(Tier) werden hier als zwei Stämme gezählt. Der ‹Hahn› wird hier durch das ‹Huhn› repräsentiert.
‹fehl› und ‹Fehler› werden unter ‹fehlen› verrechnet und ‹sehnen› unter ‹Sehne›.
‹Mehl›, ‹Mühle› und ‹mahlen› werden jeweils einmal gezählt.
43 Wörter (32,5 %) vor dem Sonoranten ‹l›:
‹Ahle, Bohle, Bühl, Buhle, Dähle, Dohle, fahl, fehlen, Fohlen, fühlen, gehl, hehlen, hohl, Ihle, johlen, kahl, Kehle, Kohl, Kohle, Krähl, kühl, Kuhle, Mahl, mahlen, Mehl, Mühle, Pfahl, Pfuhl, Pfühl, prahlen, Sohle, Stahl, stehlen, Strahl, Strähl, Strehler, Stuhl, Suhle, Wahl, wohl, wühlen, Zahl, Zwehle›
10 Wörter (8 %) vor dem Sonoranten ‹m›:
‹Kahm, lahm, Lehm, Muhme, nehmen, Prahm, Rahm, Rahmen, Ruhm, zahm›
41 Wörter (32 %) vor dem Sonoranten ‹n›:
‹Ahn, ahnen, ähneln (von ähnlich), Bahn, Bohne, bohnern, Buhne, Bühne, dehnen, Dohne, Drohne, dröhnen, Fahne, Fehn, Föhn, gähnen, Hahn, Hohn, Huhn, ihn, Kahn, kühn, Lahne, Lehne, Lohn, Mähne, mahnen, Mohn, ohne, rahn, Sahne, Sehne, Sohn, stöhnen, Strähne, Sühne, Wahn, wohnen, Wuhne, Zahn, zehn›
34 Wörter (26,5 %) vor dem Sonoranten ‹r›:
‹Ähre, Bahre, bohren, Ehre, fahren, Föhre, führen, Gehre, hehr, Jahr, kehren, Lehre, lehren, Mahr, Mähre, mehr, Mohr, Möhre, nähren, Ohr, Öhr, Rohr, Ruhr,
rühren, sehr, sohr, Uhr, wahr, wahren, währen (während), wehren, Wuhr, Zähre, zehren›
77 (60 %) der Wortstämme von Dehnungs-h-Wörtern stehen vor den nasalen Sonoranten ‹m, n›, 51 (40 %) vor den liquiden (bzw. oralen) Sonoranten ‹r, l›.
Verteilung auf die Vokale (Prozente gerundet, daher 99,5 %): 36 (28 %) ‹a›, 25 (19,5 %) ‹e›, 24 (19 %) ‹o›, 12 (9 %) ‹u›, 2 (1,5 %) ‹i›, 12 (9 %) ‹ä›, 11 (8,5 %) ‹ü› und 6 (5 %) ‹ö›.
Etymologische Zuordnung:
- 8. Jh.: (56) ähneln, Ähre, Bohne, Bühl, dehnen, Ehre, fahl, Fahne, fahren, Fohlen, führen, gähnen, gehl, hehlen, hehr, hohl, ihn, Jahr, kahl, Kehle, kehren, Kohl, Kohle, Krähl, lahm, Lehm, Lehne, lehren, Lohn, mahnen, Mähre, mehr, Mohr, nähren, nehmen, ohne, Ohr, Pfühl, Rohr, Ruhm, rühren, Sohn, stehlen, Strahl, Stuhl, Sühne, Wahn, wahr, währen, wehren, wohl, wohnen, Zahl, Zahn, Zähre, zehn
- 9. Jh.: (22) Ahn(e), Bahre, Föhre, fühlen, Gehre(n), Hahn (Tier), Hohn, kühl, kühn, mahlen, Mähne, Mehl, Mohn, Möhre, Muhme, Sehne, sehr, Sohle, Wahl, wahren, zahm, Zwehle
- 10. Jh.: (6) Ahle, bohren, Föhn, Mühle, Pfahl, Stahl
- 11. Jh.: (9) Lehre, Mahl, Mahr, Öhr, Rahm, Rahmen, Ruhr, Strähne, wühlen
- 12. Jh.: (4) ahnen, Bahn, Buhle, Pfuhl
- 13. Jh.: (7) Bühne, Dohle, fehlen, johlen, Kahm, Strähl, zehren
- 14. Jh.: (6) Prahm, rahn, Sahne, stöhnen, Uhr, Wuhr
- 15. Jh.: (6) Bohle, Dohne, Hahn (Wasserhahn), Kahn, sohr, Wuhne
- 16. Jh.: (1) prahlen
- 17. Jh.: (4) Buhne, Drohne, dröhnen, Suhle
- 18. Jh.: (1) bohnern
- 19. Jh.: (1) Kuhle
- 20. Jh.: (1) Ihle

Von den 80 Stämmen, die aus dem Alt- und Mittelhochdeutschen stammen, verzeichnen elf ein ‹h› im Wortinnern, das dann im Frühneuhochdeutschen für die Funktion des Dehnungs-h verwendet werden konnte: Ähre (ahd. ehir mhd. eher), Bühl (ahd. buhil, mhd. buhel), Dohle (mhd. tähe), Lohn (ahd. lon, mhd. lohnen), Mähre (ahd. mer(i)ha, mhd. merhe), Mohn (ahd. mähen, mhd. mähen), Möhre (ahd. moraha, mhd. more), Stahl (ahd./mhd. stahel), Zähre (ahd. zahar, mhd. zaher), zehn (ahd. zehan, mhd. zehen), Zwehle (ahd. dwehila, mhd. twehl(e))
Dreisilber, die sich nicht auf einen Zweisilber zurückführen lassen, da das zweite Morphem (Wortbaustein) ein unikales Morphem ist: ‹befehlen/empfehlen, begehren, entbehren, erfahren, erwähnen, gebühren, gewöhnen (gewohnt), nachahmen, vermählen›
Wörter, bei denen ein Dehnungs-h vor ‹l, m, n, r› stehen könnte, aber nicht steht:
36 Erbwörter mit einfachem Anfangsrand: ‹bar, Bär, Dole, Feme, gar, gären, Göre, Häme (von hämisch), holen, hören, Hüne, Hure, Kar, kören, küren, Mal, malen, Mär (Märchen), mären, Name, nölen, None, Öl, Pale, pulen, Same(n), Sole, Tal, Taler, Töle, Ton (Lehm), Tor (der/das), Tür, Ur, Wal, Ware›
9 Lehnwörter mit einfachem Anfangsrand: ‹Dame (16. Jh. it. dama), Dom (14. Jh. frz. dome), Düne (16. Jh. nndl. duin), Kur (16. Jh. lat. cura), Lore (19. Jh. engl. lorry), Mole (16. Jh. it. molo), Römer (16. Jh. nndl., roemer, Trinkglas), Rune (17. Jh. dän. rune), Zar (9. Jh. bulg. v. Caesar)›
62 Erb- und Lehnwörter mit komplexem Anfangsrand: ‹Blume, Flur, Fron, Gnom, Gral, gram, Gran, grölen, grün, klar, klonen, klönen, Kram, Kran, Krone, Krume, Plan, Plane, Qual, quer, schal, Schale, Scham, Schar, Schäre, Schemel, Schemen, scheren, schmal, schmoren, Schnur, schön, schonen, Schoner, Schule, schüren, Schwan, schwanen, schwären, schwelen, schwer, schwören, schwül, Span, sparen, Spor, Spore, Spule, spülen, Spur, spüren, Star (der Vogel), Stär, Stele, Stör, stören, Strom, Stromer, stur, Tran, Träne, Trine›
20 Fremdwörter: amen (kein Schwa), Elen (kein Schwa), elend (elendes), Flor (floral/florieren), Gen (20. Jh., Genetik), Golem (kein Schwa), Harem (kein Schwa), Mime (i), Mine (i), Nomen (Nomina), Omen (Omina), Pol (polar), Pore (porös), pur (Purität), rar (Rarität), Star (Berühmtheit, kein Schwa), Stil (i), Ton (Musik, tonal), Zone (zonal)

## Dehnungs-h in japanischen Eigennamen
Japanische Eigennamen werden in Reisepässen nach dem Hepburn-System ins lateinische Alphabet umgeschrieben. Da das in der Hepburn-Umschrift für Langvokale vorgesehene diakritische Zeichen (Makron) nicht wiedergegeben wird, kann おう/オウ (OU) auf Antrag abweichend vom Hepburn-System (Ō) als OU oder OH wiedergegeben werden. Auch das seltenere おお/オオ (OO) wird daher häufig als OH transkribiert. Daher rühren z. B. die Schreibungen Satoh für Satō, Ohta für Ōta oder Tohyama für Tōyama.